# Cueva Maravilla de Kromdraai
25°58′12.69″S 27°46′17.11″E / -25.9701917, 27.7714194

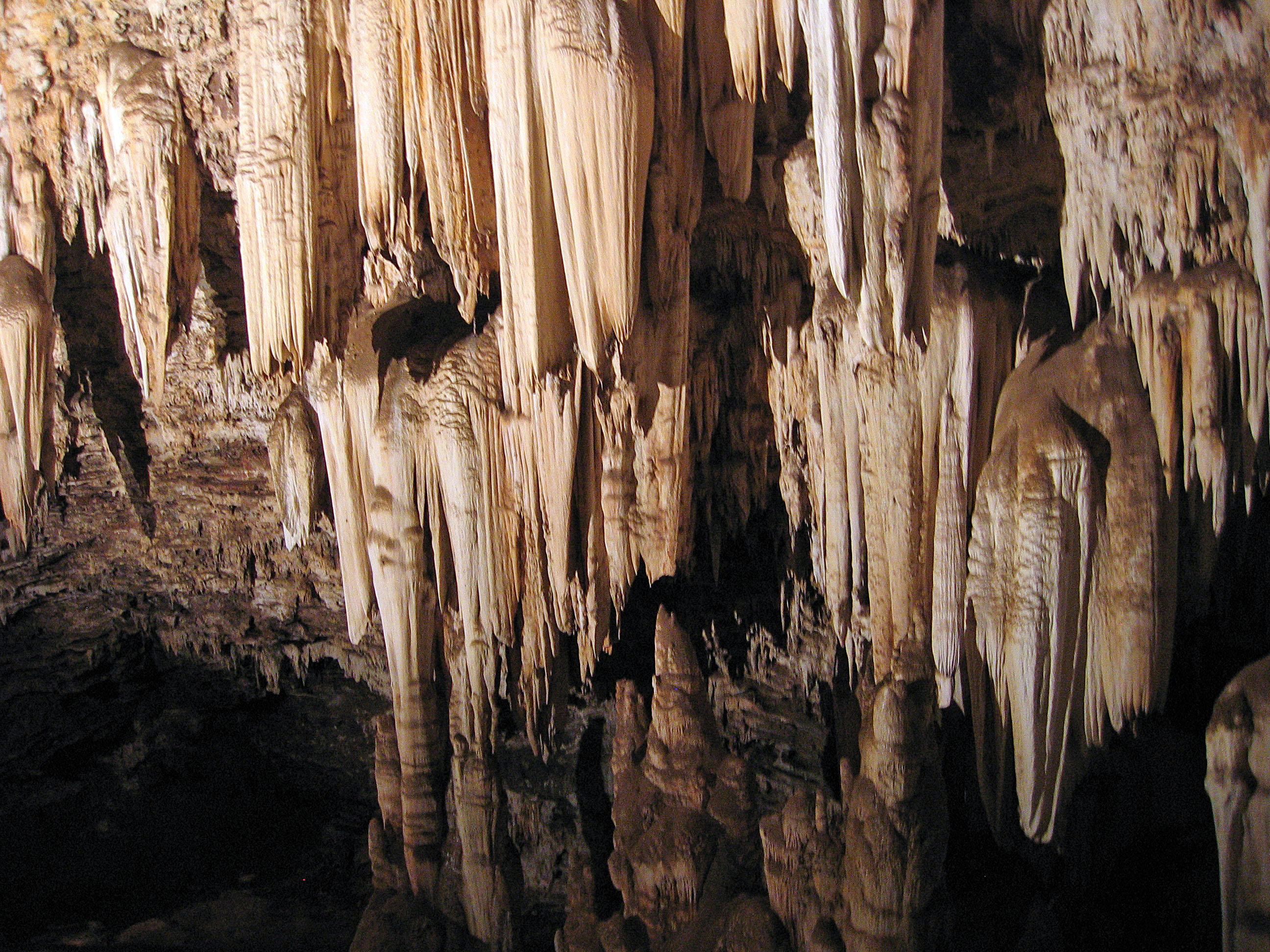
Stalagmites and Stalactites in the Wonder Cave of Kromdraai, South Africa

La Cueva Maravilla, ubicada en Kromdraai, Gauteng, Sudáfrica, es la tercera cueva más grande del país y se cree que tiene cerca de 1,5 millones de años. La única cámara tiene un área de 46 000 m², 125 metros de largo y 154 metros de ancho.
Fue descubierta a fines del siglo XIX por unos mineros que dinamitaban para extraer piedra caliza y hacer cemento. La minería cesó durante la segunda guerra bóer y nunca se reanudó.
Esta cueva tiene cerca de 14 estalactitas y estalagmitas de más de 15 metros de alto, el 85 % de ellas aún está creciendo. La cueva de 60 metros de profundidad es accesible a los visitantes por un ascensor ubicado en la reserva natural del León y el Rinoceronte en la Cuna de la Humanidad, un sitio Patrimonio de la Humanidad.